# Victoria, Iași
Victoria (în trecut, Cârpiți) este satul de reședință al comunei cu același nume din județul Iași, Moldova, România.